# Under Construction, Part II
Under Construction, Part II is het 4e studioalbum van het hiphop-duo Timbaland & Magoo. De CD bevat de hitsingle Cop That Shit, met Missy Elliott. Het album borduurt verder op de typische hiphop-beats van Timbaland. Ook zijn er gastoptredens van onder andere Wyclef Jean, Brandy en Bubba Sparxxx.
Het album draagt de naam Under Construction, Part II omdat Timbaland een jaar eerder al een album genaamd Under Construction produceerde voor Missy Elliott. Ook Missy Elliott zelf is op Under Construction Part II nadrukkelijk aanwezig. Enkele nummers op het album refereren aan hiphopklassiekers: Straight Outta Virginia is afgeleid van Straight Outta Compton, een hit van N.W.A.
Twee singles zijn uitgebracht: Cop That Shit (wat in de gecensureerde versie omgedoopt werd tot Cop That Disc) en Indian Flute (met Sebastian en Raje Shwari).

## Tracks
1. "Intro/Straight Outta Virginia" – 2:03
2. "Cop That Shit (met Missy Elliott)" – 3:33
3. "Shenanigans (met Bubba Sparxxx)" – 3:46
4. "Leavin' (met Attitude)" – 3:35
5. "That Shit Ain't Gonna Work" – 3:58
6. "Don't Make Me Take It There (met Frank Lee White)" – 4:26
7. "Indian Flute (met Raje Shwari)" – 3:21
8. "Can We Do It Again" – 3:52
9. "Naughty Eye (met Sebastian & Shwari)" – 4:55
10. "N 2 Tha Music (met Brandy)" – 3:57
11. "Hold On (met Wyclef Jean)" – 5:04
12. "Insane (met Candice "Gg" Nelson)" – 4:32
13. "Throwback" - 3:45
14. "Hold Cutz" - 4:24
15. "I Got Luv 4 Ya" - 4:07
16. "Naughty Eye II (Hips)" - 3:32